# Sud globale

In rosso, i paesi che potrebbero essere considerati Sud Globale.

Il Sud globale è un termine usato negli studi postcoloniali e transnazionali che possono riferirsi sia al terzo mondo sia all'insieme dei paesi in via di sviluppo. Può anche includere le regioni più povere (in generale al sud) di paesi ricchi (del nord). Il sud globale è un termine che estende il concetto di paese in via di sviluppo. Abitualmente si riferisce a tutti quei paesi che hanno una storia interconnessa di colonialismo, neocolonialismo e una struttura sociale e economica con grandi disparità in livelli di vita, speranza di vita o accesso alle risorse. Si contrappone al Nord globale (che ricalca più o meno le aree del G8).